# Mordellistena escisa
Mordellistena escisa là một loài bọ cánh cứng trong họ Mordellidae. Loài này được Stshegoleva-Barovakaya miêu tả khoa học năm 1928.